# Campeonato Paraibano de Futebol de 2014 - Primeira Divisão
O Campeonato Paraibano Chevrolet de 2014, por motivo de patrocínio, ou simplesmente Campeonato Paraibano de Futebol de 2014, é a 104ª edição do campeonato estadual de futebol, será realizado em duas divisões, sendo organizado e dirigido pela Federação Paraibana de Futebol. O campeão disputará a Copa do Brasil de 2015, O Campeão e o vice disputarão o Nordestão 2015 e o melhor colocado sem divisão jogará a Série D de 2014.
O Campeonato iniciou em 12 de Janeiro e não tem data prevista para acabar, uma vez que os jogos, por falta de estádios, tem sido constantemente adiados. Esta edição do paraibano tem tudo para ser uma das mais bizarras da história da competição, e para corroborar com esta ideia, tem-se o fato de que o médico do time do Auto Esporte morreu em campo durante um jogo da segunda fase da competição.
Com as desistências dos clubes de Patos, Nacional e Esporte, de jogarem o campeonato, a FPF decidiu incluir a Queimadense e o Sport Campina em seus lugares.

## Participantes
| Equipe                | Cidade         | Em 2013              | Estádio           | Capacidade | Títulos (mais recente) |
| --------------------- | -------------- | -------------------- | ----------------- | ---------- | ---------------------- |
| Atlético Cajazeirense | Cajazeiras     | 5º (1ª Divisão 2013) | Perpetão          | 6.000      | 1 (2002)               |
| Auto Esporte          | João Pessoa    | 6º (1ª Divisão 2013) | Graça             | 6.400      | 6 (1992)               |
| Botafogo              | João Pessoa    | 1º (1ª Divisão 2013) | Almeidão          | 25.770     | 27 (2014)              |
| Campinense            | Campina Grande | 4º (1ª Divisão 2013) | Amigão            | 25.770     | 18 (2012)              |
| CSP                   | João Pessoa    | 3º (1ª Divisão 2013) | Graça             | 6.400      | 0 (Não Possui)         |
| Sport Campina         | Campina Grande | 4º (2ª Divisão 2013) | Amigão            | 25.770     | 0 (Não Possui)         |
| Santa Cruz-PB         | Santa Rita     | 2º (2ª Divisão 2013) | Teixeirão         | 5.000      | 2 (1996)               |
| Queimadense           | Queimadas      | 3º (2ª Divisão 2013) | Presidente Vargas | 10.000     | 0 (Não Possui)         |
| Sousa                 | Sousa          | 8º (1ª Divisão 2013) | Marizão           | 15.000     | 2 (2009)               |
| Treze                 | Campina Grande | 2º (1ª Divisão 2013) | Presidente Vargas | 10.000     | 15 (2011)              |

## Sistema de disputa
O certame será disputado em três fases: dois octogonais e um cruzamento olímpico.
Na primeira fase oito times entrarão na disputa, a se enfrentar todos contra todos em jogos de ida e volta. Os dois últimos serão rebaixados para a segunda divisão em 2014 e os dois primeiros se classificam para a terceira fase (Cruzamento Olímpico). Treze e Botafogo não entrarão nesta fase devido aos jogos da Copa do Nordeste.
Os oito times não rebaixados, inclusive os dois classificados à terceira fase juntar-se-ão a Treze e Botafogo, formando um grupo de oito clubes, onde novamente irão jogar no estilo "todos contra todos" em partidas de ida e volta. Os dois melhores colocados desta fase que não sejam os já classificados da fase anterior se classificam para a terceira fase.
Os times classificados de cada fase se cruzam em semifinais e finais para decidir quem será o campeão paraibano.
Na fase semi-final, o 1º colocado da primeira fase encara o 2º da segunda e o 2º da primeira duela contra o 1º da segunda, em jogos de ida e volta, tendo vantagem de resultados iguais os times do 1º turno sobre os times do 2º.

## Polêmicas
Depois de quase seis meses de disputas, cheios de polêmicas e até com troca de comando na Federação Paraibana de Futebol (FPF), o Campeonato Paraibano de 2014 finalmente será encerrado, no Estádio Amigão, em Campina Grande, com Campinense e Botafogo lutando pela hegemonia estadual. Foi uma das mais longas e conturbadas edições da competição, que contou também com mortes e seguidos adiamentos de jogos. E para piorar acaba em meio à Copa do Mundo do Brasil.
Teve de tudo. Desistência de clubes, falta de estádios para jogos e partidas adiadas por falta de ambulâncias, não marcação das linhas de gramados e mudanças constantes na tabela. Outros incidentes provocaram duas mortes nos estádios e a queda de Rosilene Gomes da FPF.
Desistência de clubes de Patos
O Campeonato Paraibano, antes mesmo de ser iniciado, já foi marcado pela desistência de Nacional e Esporte de Patos, que alegaram falta de condições financeiras para participar da disputa. Isto provocou a primeira grande distorção da competição. Foram chamados para o lugar destes Queimadense e Sport Campina, que não tinham conseguido o acesso. O Sport Campina, inclusive, uma equipe que nunca venceu uma competição oficial em sua história.
Jogadores machucados por causa de cratera
O Estádio da Graça, em João Pessoa, demorou três rodadas até ser liberado para a realização de jogos da competição. Mas quando recebeu Santa Cruz-PB e Auto Esporte, o gramado se resumia a várias crateras, que acabou com cinco jogadores contundidos. A Graça acabaria sendo novamente interditada.
Dois clubes ameaçados pelo tapetão 
Mesmo depois que o Paraibano acabar, duas pendências ainda ficarão em aberto. São duas ações que pedem a perda de pontos e a eliminação de dois clubes de João Pessoa. Uma é movida por Queimadense, Sousa e Auto Esporte contra o CSP. O time pede o rebaixamento do Tigre por falhas nos contratos de todos os seus jogadores. Outra é movida pela Liga Queimadense, que apesar da semelhança do nome é uma outra entidade. Esta, uma liga amadora que quer o Rebaixamento do Auto Esporte alegando que o clube acionou a FPF na justiça comum antes de esgotadas todas as instâncias da justiça desportiva.
Cai-cai no fim da primeira fase
No jogo que finalizava a primeira fase do Campeonato Paraibano, entre Auto Esporte e CSP, o CSP venceu por 2 a 0. Mas o jogo ficou marcado mesmo pela confusão em campo, com três expulsões para o Auto e um para o CSP. Depois disto, a comissão técnica do Auto Esporte mandou dois de seus jogadores cair em campo para forçar o final precoce do confronto.
Choque com a Série C e a Copa do Brasil
Com o atraso do Campeonato Paraibano, jogos da competição começaram a se chocar com a participação de Treze e Botafogo na Série C e na Copa do Brasil. Os dois times tiveram vários jogos adiados e criou uma série distorção, com clubes finalizando suas participações no campeonato antes do que outros.
Atrase de quatro meses de salário no Auto
Com as diferentes pausas do campeonato, vários clubes tiveram problemas financeiros graves. O pior caso foi o do Auto Esporte, que chegou a atrasar quatro meses de salários. As dívidas ainda não foram quitadas, mesmo depois da eliminação do clube pessoense.
Adiamento de jogo por causa de campo sem marcação
O jogo entre Santa Cruz-PB e Treze, mais uma vez no Estádio da Graça, foi adiado depois que as linhas do campo não foram marcadas adequadamente. Preocupados com mais este adiamento, a diretoria do Santa, o mandante, chegou a usar funcionários e jogadores do clube para realizar a pintura, mas o trabalho ficou mal feito. A partida não foi realizada.
Afastamento de Rosilene Gomes
Em 3 de abril uma decisão da juíza Renata da Câmara afastou a então presidente Rosilene Gomes da Federação Paraibana de Futebol. Ela nomeou no lugar da ex-presidente uma Junta Administrativa composta por três nomes, sendo que dois deles ligados a Auto Esporte e Botafogo-PB. A decisão provocou a ira e a desconfiança de clubes como Treze, Campinense e CSP, que acusaram a "nova FPF" de favorecer os rivais de João Pessoa.
Morte de médico durante jogo
Na partida entre Santa Cruz e Auto Esporte, mais uma vez realizado no Estádio da Graça, o médico convocado para ir ao jogo faltou. O mandante da partida, o Santa, conseguiu às pressas um “médico reserva” que pudesse ir ao jogo: Dorivaldo Pereira. Ele chegou ao campo com uma hora de atraso, sendo aplaudido pelo público, e o jogo finalmente pôde começar. Três minutos depois ele passou mal, teve uma embolia pulmonar e acabou morrendo no caminho do hospital. O jogo foi cancelado.
Morte de torcedor após queda em fosso
No dia 9 de março, no jogo entre Auto Esporte e Sousa, o torcedor automobilista Tibério Barreto caiu no fosso do Estádio Almeidão, no momento em que comemorava um gol de seu time do coração, que empatara a partida aos 46 minutos do 2º tempo, fazendo 1 a 1. Ele acabou morrendo poucas horas depois.

## Classificação e Resultados (1ª Fase)
| Classificação | Classificação         | Classificação | Classificação | Classificação | Classificação | Classificação | Classificação | Classificação | Classificação | Classificação | Classificação |
| Pos           | Equipes               | Pts           | J             | V             | E             | D             | GP            | GC            | SG            | %             |               |
| ------------- | --------------------- | ------------- | ------------- | ------------- | ------------- | ------------- | ------------- | ------------- | ------------- | ------------- | ------------- |
| 1             | CSP                   | 29            | 14            | 8             | 5             | 1             | 34            | 15            | +19           | 69            |               |
| 2             | Auto Esporte          | 28            | 14            | 9             | 1             | 4             | 23            | 14            | +9            | 66.7          |               |
| 3             | Sousa                 | 28            | 14            | 7             | 7             | 0             | 23            | 10            | +13           | 66.7          |               |
| 4             | Campinense            | 26            | 14            | 7             | 5             | 2             | 29            | 12            | +17           | 61.9          |               |
| 5             | Santa Cruz-PB         | 15            | 14            | 4             | 3             | 7             | 20            | 19            | +1            | 35.7          |               |
| 6             | Atlético Cajazeirense | 15            | 14            | 4             | 3             | 7             | 18            | 25            | -7            | 35.7          |               |
| 7             | Queimadense           | 10            | 14            | 1             | 7             | 6             | 9             | 17            | -8            | 23.8          |               |
| 8             | Sport Campina         | 1             | 14            | 0             | 1             | 13            | 10            | 54            | -44           | 2.4           |               |

| Resultados      | Resultados | Resultados | Resultados | Resultados | Resultados | Resultados | Resultados | Resultados | Resultados |
|                 | ATL        | AUT        | CAM        | CSP        | QUE        | SAN        | SCM        | SOU        |            |
| --------------- | ---------- | ---------- | ---------- | ---------- | ---------- | ---------- | ---------- | ---------- | ---------- |
| Atlético        | —          | 0x1        | 0x1        | 1x1        | 0x0        | 3x3        | 4x2        | 1x3        |            |
| Auto Esporte-PB | 1x0        | —          | 1x0        | 1x2        | 2x0        | 3x1        | 4x1        | 1x1        |            |
| Campinense      | 5x1        | 2x1        | —          | 3x1        | 2x1        | 1x1        | 6x1        | 0x0        |            |
| CSP             | 3x1        | 2x0        | 1x1        | —          | 2x0        | 2x1        | 4x2        | 0x0        |            |
| Queimadense     | 1x2        | 1x3        | 0x0        | 2x2        | —          | 0x2        | 0x0        | 1x1        |            |
| Santa Cruz      | 0x1        | 1x2        | 1x0        | 1x3        | 1x1        | —          | 6x0        | 0x1        |            |
| Sport Campina   | 1x2        | 1x3        | 1x6        | 0x9        | 0x2        | 0x2        | —          | 1x3        |            |
| Sousa           | 3x2        | 2x0        | 0x0        | 2x2        | 0x0        | 2x0        | 3x0        | —          |            |

| \| \| \| \| \| Classificado para a Segunda Fase e Semifinais \| \| \| Classificado para a Segunda Fase \| \| \| Rebaixados para Segunda Divisão de 2015 \| | Para ler a tabela, a linha horizontal representa os jogos da equipe como mandante. A coluna vertical indica os jogos da equipe como visitante. As células com fundo dourado correspondem aos clássicos estaduais. |
| | |
| | Classificado para a Segunda Fase e Semifinais |
| | Classificado para a Segunda Fase |
| | Rebaixados para Segunda Divisão de 2015 |

### Desempenho por rodada
Clubes que lideraram ao final de cada rodada:
| Rodadas | Rodadas | Rodadas | Rodadas | Rodadas | Rodadas | Rodadas | Rodadas | Rodadas | Rodadas | Rodadas | Rodadas | Rodadas | Rodadas |
| ------- | ------- | ------- | ------- | ------- | ------- | ------- | ------- | ------- | ------- | ------- | ------- | ------- | ------- |
| 1       | 2       | 3       | 4       | 5       | 6       | 7       | 8       | 9       | 10      | 11      | 12      | 13      | 14      |
| AUT     | CAM     | CAM     | AUT     | CSP     | SOU     | CAM     | SOU     | SOU     | AUT     | AUT     | AUT     | AUT     | CSP     |

Clubes que ficaram na última posição ao final de cada rodada:
| Rodadas | Rodadas       | Rodadas       | Rodadas       | Rodadas       | Rodadas       | Rodadas       | Rodadas       | Rodadas       | Rodadas       | Rodadas       | Rodadas       | Rodadas       | Rodadas       |
| ------- | ------------- | ------------- | ------------- | ------------- | ------------- | ------------- | ------------- | ------------- | ------------- | ------------- | ------------- | ------------- | ------------- |
| 1       | 2             | 3             | 4             | 5             | 6             | 7             | 8             | 9             | 10            | 11            | 12            | 13            | 14            |
| AJZ     | SPORT CAMPINA | SPORT CAMPINA | SPORT CAMPINA | SPORT CAMPINA | SPORT CAMPINA | SPORT CAMPINA | SPORT CAMPINA | SPORT CAMPINA | SPORT CAMPINA | SPORT CAMPINA | SPORT CAMPINA | SPORT CAMPINA | SPORT CAMPINA |

## Classificação e Resultados (2ª Fase)
| Classificação | Classificação         | Classificação | Classificação | Classificação | Classificação | Classificação | Classificação | Classificação | Classificação | Classificação | Classificação |
| Pos           | Equipes               | Pts           | J             | V             | E             | D             | GP            | GC            | SG            | %             |               |
| ------------- | --------------------- | ------------- | ------------- | ------------- | ------------- | ------------- | ------------- | ------------- | ------------- | ------------- | ------------- |
| 1             | Campinense            | 28            | 14            | 8             | 4             | 2             | 23            | 11            | 12            | 66.7          |               |
| 2             | Botafogo-PB           | 27            | 14            | 8             | 3             | 3             | 26            | 14            | 12            | 64.3          |               |
| 3             | Sousa                 | 25            | 14            | 7             | 4             | 3             | 25            | 20            | 5             | 59.5          |               |
| 4             | Treze                 | 22            | 14            | 6             | 4             | 4             | 22            | 14            | 8             | 52.4          |               |
| 5             | Atlético Cajazeirense | 17            | 14            | 5             | 2             | 7             | 21            | 29            | -8            | 40.5          |               |
| 6             | Auto Esporte-PB       | 16            | 14            | 4             | 4             | 6             | 19            | 19            | 0             | 38.1          |               |
| 7             | CSP                   | 14            | 14            | 4             | 2             | 8             | 18            | 25            | -7            | 33.3          |               |
| 8             | Santa Cruz-PB         | 7             | 14            | 2             | 1             | 11            | 18            | 40            | -22           | 16.7          |               |

| Resultados      | Resultados | Resultados | Resultados | Resultados | Resultados | Resultados | Resultados | Resultados | Resultados |
|                 | ATL        | AUT        | BOT        | CAM        | CSP        | SAN        | SOU        | TRE        |            |
| --------------- | ---------- | ---------- | ---------- | ---------- | ---------- | ---------- | ---------- | ---------- | ---------- |
| Atlético        | —          | 2X1        | 1X0        | 1x4        | 2x1        | 4x1        | 3x1        | 1x1        |            |
| Auto Esporte-PB | 2x0        | —          | 1x0        | 0x1        | 1x3        | 0x0        | 2x2        | 1x0        |            |
| Botafogo-PB     | 2x1        | 3x2        | —          | 1x0        | 5x0        | 4x1        | 3x1        | 0x0        |            |
| Campinense      | 1x0        | 2X1        | 2x2        | —          | 4x1        | 3x0        | 0X0        | 2x1        |            |
| CSP             | 3x1        | 0x0        | 0X1        | 0x0        | —          | 4x3        | 0x1        | 1X2        |            |
| Santa Cruz      | 5x1        | 2x5        | 2x3        | 0x2        | 3x1        | —          | 0X2        | 0x3        |            |
| Sousa           | 3x3        | 3x2        | 2x2        | 3x1        | 1x0        | 4x1        | —          | 2x1        |            |
| Treze           | 4x1        | 1x1        | 1x0        | 1x1        | 1x4        | 4X0        | 2x0        | —          |            |

| \| \| \| \| \| Classificados para a Semifinal \| \| \| Eliminados \| | Em dourado correspondem aos clássicos estaduais; Em negrito significa os jogos adiados ou remarcados para outra data. |
|                                                                      | |
|                                                                      | Classificados para a Semifinal                                                                                        |
|                                                                      | Eliminados |

### Desempenho por rodada
Clubes que lideraram o campeonato ao final de cada rodada:
| Rodadas | Rodadas | Rodadas | Rodadas | Rodadas | Rodadas | Rodadas | Rodadas | Rodadas | Rodadas | Rodadas | Rodadas | Rodadas | Rodadas |
| ------- | ------- | ------- | ------- | ------- | ------- | ------- | ------- | ------- | ------- | ------- | ------- | ------- | ------- |
| 1       | 2       | 3       | 4       | 5       | 6       | 7       | 8       | 9       | 10      | 11      | 12      | 13      | 14      |
| SOU     | TRZ     | SOU     | SOU     | CAM     | AJZ     | BOT     | CAM     | SOU     | CAM     | CAM     | CAM     | CAM     | CAM     |

Clubes que ficaram na última posição ao final de cada rodada:
| Rodadas | Rodadas | Rodadas | Rodadas | Rodadas | Rodadas | Rodadas | Rodadas | Rodadas | Rodadas | Rodadas | Rodadas | Rodadas | Rodadas |
| ------- | ------- | ------- | ------- | ------- | ------- | ------- | ------- | ------- | ------- | ------- | ------- | ------- | ------- |
| 1       | 2       | 3       | 4       | 5       | 6       | 7       | 8       | 9       | 10      | 11      | 12      | 13      | 14      |
| STC     | STC     | STC     | AUT     | AUT     | AUT     | AUT     | STC     | STC     | STC     | STC     | STC     | STC     | STC     |

## Fase Final
|  | Semifinais      | Semifinais | Semifinais | Semifinais |   |             | Final | Final | Final | Final |
|  |                 |            |            |            |   |             |       |       |       |       |
|  | Botafogo PB     | 2          | 3          | 5          |   |             |       |       |       |       |
|  | CSP             | 1          | 1          | 2          |   |             |       |       |       |       |
|  | CSP             | 1          | 1          | 2          |   | Botafogo PB | 3     | 0     | 3     |       |
|  |                 |            |            |            |   | Botafogo PB | 3     | 0     | 3     |       |
|  |                 | Campinense | 0          | 0          | 0 |             |       |       |       |       |
|  | Campinense      | Campinense | 0          | 0          | 0 | 2           | 1     | 3     |       |       |
|  | Campinense      |            |            |            |   | 2           | 1     | 3     |       |       |
|  | Auto Esporte-PB | 0          | 2          | 2          |   |             |       |       |       |       |

## Premiação
| Campeonato Paraibano de 2014     |
| -------------------------------- |
|                                  |
| Botafogo-PB Campeão (28º título) |

## Artilharia
Encerrado às 19:00 (GMT-3) em 29 de junho de 2014.
| Gols | Jogador                                                      | Time            |
| ---- | ------------------------------------------------------------ | --------------- |
| 17   | Carlinhos                                                    | Santa Cruz      |
| 14   | Júnior Mineiro                                               | Atlético        |
| 13   | Hélio Paraíba Carioca                                        | CSP             |
| 12   | Jeorge                                                       | Sousa           |
| 9    | Josimar                                                      | Auto Esporte-PB |
| 9    | Thiago Ferreira Wanderley                                    | Campinense      |
| 9    | Paulinho Mossoró                                             | Sousa           |
| 8    | Frontini                                                     | Botafogo-PB     |
| 7    | Gustavo                                                      | Auto Esporte-PB |
| 7    | Pio                                                          | Botafogo-PB     |
| 7    | Agostinho                                                    | Sousa           |
| 6    | Gil Paraíba                                                  | Auto Esporte-PB |
| 6    | Leandro                                                      | CSP             |
| 6    | Luciano Paraíba                                              | Sport Campina   |
| 5    | Tiquinho Soares                                              | CSP             |
| 4    | Léo Lima                                                     | Auto Esporte-PB |
| 4    | Valdo Zé Leandro Moacri                                      | Campinense      |
| 4    | Gil Bala                                                     | CSP             |
| 4    | Tácio                                                        | Santa Cruz-PB   |
| 4    | Rogério                                                      | Sousa           |
| 4    | Jaílson Fabinho Cambalhota                                   | Treze           |
| 3    | Danilo Itaporanga Júnior Mandacaru                           | Auto Esporte-PB |
| 3    | Cleitinho Téo Cleiton Cearense                               | Atlético        |
| 3    | Rafael Aidar Cléo Paraense Doda                              | Botafogo-PB     |
| 3    | Osvaldir Danilo Portugal Badé William Koslowski              | Campinense      |
| 3    | Claudinho                                                    | CSP             |
| 3    | Chico Paraíba                                                | Queimadense     |
| 3    | Jhony Oliveira Val Paraíba                                   | Santa Cruz-PB   |
| 3    | Dunga Ribinha                                                | Sousa           |
| 2    | Beto Jó Boy Jackson Léo Oliveira                             | Auto Esporte-PB |
| 2    | Tiago Messias Flavinho Roberto Santos                        | Atlético        |
| 2    | Lenílson Izaías Ferreira                                     | Botafogo-PB     |
| 2    | Dudu Medeiros Valdo Gigante Leonardo Cipriano Rodrigo Dantas | Campinense      |
| 2    | Jônatas Peu                                                  | CSP             |
| 2    | Carlos Henrique                                              | Queimadense     |
| 2    | Eduardo Guarabira Temisson                                   | Santa Cruz-PB   |
| 2    | André Ferreira                                               | Sport Campina   |
| 2    | Rafael Paraná Rodrigo Poti                                   | Sousa           |
| 2    | Esquerdinha Birungueta Douglas                               | Treze           |

| Gols | Jogador                                                                               | Time            |
| ---- | ------------------------------------------------------------------------------------- | --------------- |
| 1    | Wágner Paraíba Mael Enercino Alenílson                                                | Auto Esporte-PB |
| 1    | Djalma Pedro Henrique França Renatinho Tiaguinho Marquelino Mateus Erílson Dorin      | Atlético        |
| 1    | André Lima Warley Magno Alves                                                         | Botafogo-PB     |
| 1    | David Queiroz Wellington Anderson Safira Tiago Sousa David Alisson Tiago Araújo Ítalo | Campinense      |
| 1    | Moisés Luiz Paulo Jhonathan Júnior Coxinha Alexandre Lima                             | CSP             |
| 1    | Erielton Lee Tita Mazinho                                                             | Queimadense     |
| 1    | Ruan Deivinho Ivan Maceió Júnior Maceió Thauam Mateus                                 | Santa Cruz-PB   |
| 1    | Sidney Fernando                                                                       | Sport Campina   |
| 1    | Alysson Cléber Eduardo Recife Camilo Xinho Sousa                                      | Sousa           |
| 1    | Douglas Packer Giancarlo Leanderson Eduardo Arroz Fernandes Clébson Jônatas Belusso   | Treze           |

| Gols-contra | Gols-contra | Gols-contra | Gols-contra |
| Gols        | Jogador     | Time        | A favor de  |
| ----------- | ----------- | ----------- | ----------- |
| 1           | Éverton     | Botafogo-PB | Treze       |
| 1           | Ítalo       | CSP         | Atlético    |
| 1           | Badé        | Campinense  | Botafogo-PB |

## Seleção do Campeonato
Prêmios
- Craque: Gustavo (Auto Esporte PB)
- Artilheiro: Carlinhos (Santa Cruz-PB)
- Revelações: Camutanga (Auto Esporte PB) e Leandro (CSP)
- Técnico: Jazon Vieira (Auto Esporte PB)
- Artilheiro do Interior: Júnior Mineiro (Atlético Cajazeirense)
- Árbitro: Renan Roberto

Time
- Goleiro: Gílson (Treze)
- Zagueiro: Magno Alves (Botafogo-PB)
- Zagueiro: Ítallo (Campinense)
- Lateral-Direito: Gustavo (Auto Esporte PB)
- Lateral-Esquerdo: Badé (Campinense)
- Volante: Zaquel (Botafogo-PB)
- Volante: Jônatas (CSP)
- Meio-campo: Lenílson (Botafogo-PB)
- Meio-campo: Doda (Botafogo-PB)
- Atacante: Frontini (Botafogo-PB)
- Atacante: Carlinhos (Santa Cruz-PB)